# Frise chronologique Atari
La frise chronologique Atari présente l’historique de la marque, de l'entreprise et des propriétés intellectuelles Atari.

## Résumé
En juin 1972, Nolan Bushnell et Ted Dabney fondent Atari Inc., mais dès le mois d'octobre 1976, l'entreprise est revendue à Warner Communications. Au mois de juillet 1984, Warner Communications revend la branche informatique et console de jeu à Tramel Technology.
Warner Communications conserve le secteur arcade et le renomme Atari Games en juillet 1984. Atari Games, qui crée en 1987 sa filiale Tengen depuis disparue, a successivement changé d’actionnaire principal pour appartenir à Namco, un groupe d’employés associés, Time Warner Interactive, WMS Industries devenant filiale de Midway Games. Midway Games renomme l'entreprise Midway Games West en 2000, puis cesse son activité en 2001 et ferme en 2003. Les propriétés intellectuelles sont rachetées en 2009 par Warner Bros. lors de la faillite de Midway Games.
Tramel Technology est renommé Atari Corporation en juillet 1984. L'entreprise fusionne avec JTS en 1996, puis cesse toute activité. Hasbro rachète les propriétés intellectuelles en 1998 et les transfère dans la nouvelle Atari Interactive, filiale d'Hasbro Interactive. Infogrames Entertainment rachète Hasbro Interactive en janvier 2001 puis la renomme Infogrames Interactive. Parallèlement, en 1999, Infogrames Entertainment rachète GT Interactive Software puis la renomme Infogrames Inc., ainsi qu'Accolade puis la renomme Infogrames North America. Infogrames North America est fusionné dans Infogrames Inc. en octobre 2000. En 2003, Infogrames Inc. est renommé Atari Inc. et prend la direction de la filiale née de la fusion d'Infogrames Interactive dans Atari Interactive. En 2009, Infogrames Entertainment se renomme Atari SA, mais dépose le bilan en 2013, entraînant dans sa chute Atari Inc. et Atari Interactive (et toutes ses filiales). Fin 2013, Atari SA reprend le contrôle de ses filiales américaines,,.

## Chronologie
| \| \| \| \| \| \| \| \| \| \| \| \| \| \| \| \| \| \| \| \| \| \| \| \| \| \| \| \| \| \| \| \| \| \| \| \| \| \| \| \| \| \| \| \| \| \| \| \| \| \| \| \| \| \| \| \| \| \| \| \| \| \| \| \| \| \| \| \| \| \| \| \| \| \| \| \| \| \| Création Atari Inc. Juin 1972 \| \| \| \| \| \| \| \| \| \| \| \| \| \| \| \| \| \| \| \| \| \| \| \| \| \| \| \| \| \| \| \| \| \| \| \| \| \| \| \| \| \| \| \| \| \| \| \| \| \| \| \| \| \| \| \| \| \| \| \| \| \| \| \| \| \| \| \| \| \| \| \| \| \| \| \| \| \| \| \| \| \| \| \| \| \| \| \| \| \| \| \| \| \| \| \| \| \| \| \| \| \| \| \| \| \| \| \| \| \| \| \| \| \| \| \| \| \| \| \| \| \| \| \| \| \| \| \| \| \| \| \| \| \| \| \| \| \| \| \| \| \| \| \| \| \| \| \| \| \| \| \| \| \| \| \| \| \| \| \| \| \| \| \| \| \| \| \| \| \| \| \| \| \| \| \| \| Rachat total par Warner Communications Octobre 1976 \| \| \| \| \| \| \| \| \| \| \| \| \| \| \| \| \| \| \| \| \| \| \| \| \| \| \| \| \| \| \| \| \| \| \| \| \| \| \| \| \| \| \| \| \| \| \| \| \| \| \| \| \| \| \| \| \| \| \| \| \| \| \| \| \| \| \| \| \| \| \| \| \| \| \| \| \| \| \| \| \| \| \| \| \| \| \| \| \| \| \| \| \| \| \| \| \| \| \| \| \| \| \| \| \| \| \| \| \| \| \| \| \| \| \| \| \| \| \| \| \| \| \| \| \| \| \| \| \| \| \| \| \| \| \| \| \| \| \| \| \| \| \| \| \| \| \| \| \| \| \| \| \| \| \| \| \| \| \| \| \| \| \| \| \| \| \| \| \| \| \| \| \| \| \| \| \| \| \| \| \| \| \| \| \| \| \| \| \| \| \| \| \| \| \| \| \| \| \| \| \| \| \| \| \| \| \| \| \| \| \| \| \| \| \| \| \| \| \| \| \| \| \| \| \| \| \| \| \| \| \| \| \| \| \| \| \| \| \| \| \| \| \| \| \| \| \| \| \| \| \| \| \| \| \| \| \| \| \| \| \| \| \| \| \| \| \| \| \| \| \| \| \| \| \| \| \| \| \| \| \| \| \| \| \| \| \| Division Arcade contrôlée par Warner Communications est renommée Atari Games Juillet 1984 \| Division Arcade contrôlée par Warner Communications est renommée Atari Games Juillet 1984 \| Division Arcade contrôlée par Warner Communications est renommée Atari Games Juillet 1984 \| Division Arcade contrôlée par Warner Communications est renommée Atari Games Juillet 1984 \| Division Arcade contrôlée par Warner Communications est renommée Atari Games Juillet 1984 \| Division Arcade contrôlée par Warner Communications est renommée Atari Games Juillet 1984 \| \| \| \| \| \| \| \| \| \| \| Revente des divisions Informatique et Console de jeu à Tramel Technology qui est renommée Atari Corporation Juillet 1984 \| Revente des divisions Informatique et Console de jeu à Tramel Technology qui est renommée Atari Corporation Juillet 1984 \| Revente des divisions Informatique et Console de jeu à Tramel Technology qui est renommée Atari Corporation Juillet 1984 \| Revente des divisions Informatique et Console de jeu à Tramel Technology qui est renommée Atari Corporation Juillet 1984 \| Revente des divisions Informatique et Console de jeu à Tramel Technology qui est renommée Atari Corporation Juillet 1984 \| Revente des divisions Informatique et Console de jeu à Tramel Technology qui est renommée Atari Corporation Juillet 1984 \| \| \| \| \| \| \| \| \| \| \| \| \| \| \| \| \| \| \| \| \| \| \| \| \| \| \| \| \| \| \| \| \| \| \| \| \| \| Division Arcade contrôlée par Warner Communications est renommée Atari Games Juillet 1984 \| Division Arcade contrôlée par Warner Communications est renommée Atari Games Juillet 1984 \| Division Arcade contrôlée par Warner Communications est renommée Atari Games Juillet 1984 \| Division Arcade contrôlée par Warner Communications est renommée Atari Games Juillet 1984 \| Division Arcade contrôlée par Warner Communications est renommée Atari Games Juillet 1984 \| Division Arcade contrôlée par Warner Communications est renommée Atari Games Juillet 1984 \| \| \| \| \| \| \| \| \| \| \| Revente des divisions Informatique et Console de jeu à Tramel Technology qui est renommée Atari Corporation Juillet 1984 \| Revente des divisions Informatique et Console de jeu à Tramel Technology qui est renommée Atari Corporation Juillet 1984 \| Revente des divisions Informatique et Console de jeu à Tramel Technology qui est renommée Atari Corporation Juillet 1984 \| Revente des divisions Informatique et Console de jeu à Tramel Technology qui est renommée Atari Corporation Juillet 1984 \| Revente des divisions Informatique et Console de jeu à Tramel Technology qui est renommée Atari Corporation Juillet 1984 \| Revente des divisions Informatique et Console de jeu à Tramel Technology qui est renommée Atari Corporation Juillet 1984 \| \| \| \| \| \| \| \| \| \| \| \| \| \| \| \| \| \| \| \| \| \| \| \| \| \| \| \| \| \| \| \| \| \| \| \| \| \| \| \| \| \| \| \| \| \| \| \| \| \| \| \| \| \| \| \| \| \| \| \| \| \| \| \| \| \| \| \| \| \| \| \| \| \| \| \| \| \| \| \| \| \| \| \| \| \| \| \| \| \| \| \| \| \| \| \| \| Revente de 60 %, et holding par Namco 1985-1987 \| Revente de 60 %, et holding par Namco 1985-1987 \| Revente de 60 %, et holding par Namco 1985-1987 \| Revente de 60 %, et holding par Namco 1985-1987 \| Revente de 60 %, et holding par Namco 1985-1987 \| Revente de 60 %, et holding par Namco 1985-1987 \| \| \| \| \| \| \| \| \| \| \| Rachat par JTS puis fusion Juillet 1996 \| Rachat par JTS puis fusion Juillet 1996 \| Rachat par JTS puis fusion Juillet 1996 \| Rachat par JTS puis fusion Juillet 1996 \| Rachat par JTS puis fusion Juillet 1996 \| Rachat par JTS puis fusion Juillet 1996 \| \| \| \| \| \| \| \| \| \| \| \| \| \| \| \| \| \| \| \| \| \| \| \| \| \| \| \| \| \| \| \| \| \| \| \| \| \| Revente de 60 %, et holding par Namco 1985-1987 \| Revente de 60 %, et holding par Namco 1985-1987 \| Revente de 60 %, et holding par Namco 1985-1987 \| Revente de 60 %, et holding par Namco 1985-1987 \| Revente de 60 %, et holding par Namco 1985-1987 \| Revente de 60 %, et holding par Namco 1985-1987 \| \| \| \| \| \| \| \| \| \| \| Rachat par JTS puis fusion Juillet 1996 \| Rachat par JTS puis fusion Juillet 1996 \| Rachat par JTS puis fusion Juillet 1996 \| Rachat par JTS puis fusion Juillet 1996 \| Rachat par JTS puis fusion Juillet 1996 \| Rachat par JTS puis fusion Juillet 1996 \| \| \| \| \| \| \| \| \| \| \| \| \| \| \| \| \| \| \| \| \| \| \| \| \| \| \| \| \| \| \| \| \| \| \| \| \| \| \| \| \| \| \| \| \| \| \| \| \| \| \| \| \| \| \| \| \| \| \| \| \| \| \| \| \| \| \| \| \| \| \| \| \| \| \| \| \| \| \| \| \| \| \| \| \| \| \| \| \| \| \| \| \| \| \| \| \| Holding mixte Employés associés : 20 % Namco : 40 % Warner Communications : 40 % 1987-1993 \| Holding mixte Employés associés : 20 % Namco : 40 % Warner Communications : 40 % 1987-1993 \| Holding mixte Employés associés : 20 % Namco : 40 % Warner Communications : 40 % 1987-1993 \| Holding mixte Employés associés : 20 % Namco : 40 % Warner Communications : 40 % 1987-1993 \| Holding mixte Employés associés : 20 % Namco : 40 % Warner Communications : 40 % 1987-1993 \| Holding mixte Employés associés : 20 % Namco : 40 % Warner Communications : 40 % 1987-1993 \| \| \| \| \| \| \| \| \| \| \| Rachat des propriétés intellectuelles par Hasbro Interactive via sa filiale Hiac Xi Janvier 1998 \| Rachat des propriétés intellectuelles par Hasbro Interactive via sa filiale Hiac Xi Janvier 1998 \| Rachat des propriétés intellectuelles par Hasbro Interactive via sa filiale Hiac Xi Janvier 1998 \| Rachat des propriétés intellectuelles par Hasbro Interactive via sa filiale Hiac Xi Janvier 1998 \| Rachat des propriétés intellectuelles par Hasbro Interactive via sa filiale Hiac Xi Janvier 1998 \| Rachat des propriétés intellectuelles par Hasbro Interactive via sa filiale Hiac Xi Janvier 1998 \| \| \| \| \| \| \| \| \| \| \| \| \| \| \| \| \| \| \| \| \| \| \| \| \| \| \| \| \| \| \| \| \| \| \| \| \| \| Holding mixte Employés associés : 20 % Namco : 40 % Warner Communications : 40 % 1987-1993 \| Holding mixte Employés associés : 20 % Namco : 40 % Warner Communications : 40 % 1987-1993 \| Holding mixte Employés associés : 20 % Namco : 40 % Warner Communications : 40 % 1987-1993 \| Holding mixte Employés associés : 20 % Namco : 40 % Warner Communications : 40 % 1987-1993 \| Holding mixte Employés associés : 20 % Namco : 40 % Warner Communications : 40 % 1987-1993 \| Holding mixte Employés associés : 20 % Namco : 40 % Warner Communications : 40 % 1987-1993 \| \| \| \| \| \| \| \| \| \| \| Rachat des propriétés intellectuelles par Hasbro Interactive via sa filiale Hiac Xi Janvier 1998 \| Rachat des propriétés intellectuelles par Hasbro Interactive via sa filiale Hiac Xi Janvier 1998 \| Rachat des propriétés intellectuelles par Hasbro Interactive via sa filiale Hiac Xi Janvier 1998 \| Rachat des propriétés intellectuelles par Hasbro Interactive via sa filiale Hiac Xi Janvier 1998 \| Rachat des propriétés intellectuelles par Hasbro Interactive via sa filiale Hiac Xi Janvier 1998 \| Rachat des propriétés intellectuelles par Hasbro Interactive via sa filiale Hiac Xi Janvier 1998 \| \| \| \| \| \| \| \| \| \| \| \| \| \| \| \| \| \| \| \| \| \| \| \| \| \| \| \| \| \| Création de la filiale Tengen Décembre 1987 \| Création de la filiale Tengen Décembre 1987 \| Création de la filiale Tengen Décembre 1987 \| Création de la filiale Tengen Décembre 1987 \| Création de la filiale Tengen Décembre 1987 \| Création de la filiale Tengen Décembre 1987 \| \| \| \| \| \| \| \| \| \| \| \| \| \| \| \| \| \| \| \| \| \| \| \| \| \| \| \| \| \| \| Hiac Xi est renommée Atari Interactive Janvier 1998 \| Hiac Xi est renommée Atari Interactive Janvier 1998 \| Hiac Xi est renommée Atari Interactive Janvier 1998 \| Hiac Xi est renommée Atari Interactive Janvier 1998 \| Hiac Xi est renommée Atari Interactive Janvier 1998 \| Hiac Xi est renommée Atari Interactive Janvier 1998 \| \| \| \| \| \| \| \| \| \| \| \| \| \| \| \| \| \| Création de la filiale Tengen Décembre 1987 \| Création de la filiale Tengen Décembre 1987 \| Création de la filiale Tengen Décembre 1987 \| Création de la filiale Tengen Décembre 1987 \| Création de la filiale Tengen Décembre 1987 \| Création de la filiale Tengen Décembre 1987 \| \| \| \| \| \| \| \| \| Rachat de 78 % par Time Warner Janvier 1993 \| Rachat de 78 % par Time Warner Janvier 1993 \| Rachat de 78 % par Time Warner Janvier 1993 \| Rachat de 78 % par Time Warner Janvier 1993 \| Rachat de 78 % par Time Warner Janvier 1993 \| Rachat de 78 % par Time Warner Janvier 1993 \| \| \| \| \| \| \| \| \| \| \| Infogrames Entertainment rachète de 100 % de Hasbro Interactive puis la renomme Infogrames Interactive Janvier 2001 \| Infogrames Entertainment rachète de 100 % de Hasbro Interactive puis la renomme Infogrames Interactive Janvier 2001 \| Infogrames Entertainment rachète de 100 % de Hasbro Interactive puis la renomme Infogrames Interactive Janvier 2001 \| Infogrames Entertainment rachète de 100 % de Hasbro Interactive puis la renomme Infogrames Interactive Janvier 2001 \| Infogrames Entertainment rachète de 100 % de Hasbro Interactive puis la renomme Infogrames Interactive Janvier 2001 \| Infogrames Entertainment rachète de 100 % de Hasbro Interactive puis la renomme Infogrames Interactive Janvier 2001 \| Hiac Xi est renommée Atari Interactive Janvier 1998 \| Hiac Xi est renommée Atari Interactive Janvier 1998 \| Hiac Xi est renommée Atari Interactive Janvier 1998 \| Hiac Xi est renommée Atari Interactive Janvier 1998 \| Hiac Xi est renommée Atari Interactive Janvier 1998 \| Hiac Xi est renommée Atari Interactive Janvier 1998 \| \| \| \| \| \| \| \| \| \| \| \| \| \| \| \| \| \| Renommé Time Warner Interactive Juin 1994 \| Renommé Time Warner Interactive Juin 1994 \| Renommé Time Warner Interactive Juin 1994 \| Renommé Time Warner Interactive Juin 1994 \| Renommé Time Warner Interactive Juin 1994 \| Renommé Time Warner Interactive Juin 1994 \| \| \| \| \| \| \| \| \| Rachat de 78 % par Time Warner Janvier 1993 \| Rachat de 78 % par Time Warner Janvier 1993 \| Rachat de 78 % par Time Warner Janvier 1993 \| Rachat de 78 % par Time Warner Janvier 1993 \| Rachat de 78 % par Time Warner Janvier 1993 \| Rachat de 78 % par Time Warner Janvier 1993 \| \| \| \| \| \| \| \| \| \| \| Infogrames Entertainment rachète de 100 % de Hasbro Interactive puis la renomme Infogrames Interactive Janvier 2001 \| Infogrames Entertainment rachète de 100 % de Hasbro Interactive puis la renomme Infogrames Interactive Janvier 2001 \| Infogrames Entertainment rachète de 100 % de Hasbro Interactive puis la renomme Infogrames Interactive Janvier 2001 \| Infogrames Entertainment rachète de 100 % de Hasbro Interactive puis la renomme Infogrames Interactive Janvier 2001 \| Infogrames Entertainment rachète de 100 % de Hasbro Interactive puis la renomme Infogrames Interactive Janvier 2001 \| Infogrames Entertainment rachète de 100 % de Hasbro Interactive puis la renomme Infogrames Interactive Janvier 2001 \| \| \| \| \| \| \| \| \| \| \| \| \| Fusion de Infogrames Interactive dans Atari Interactive Mai 2003 \| Fusion de Infogrames Interactive dans Atari Interactive Mai 2003 \| Fusion de Infogrames Interactive dans Atari Interactive Mai 2003 \| Fusion de Infogrames Interactive dans Atari Interactive Mai 2003 \| Fusion de Infogrames Interactive dans Atari Interactive Mai 2003 \| Fusion de Infogrames Interactive dans Atari Interactive Mai 2003 \| \| \| \| \| \| Renommé Time Warner Interactive Juin 1994 \| Renommé Time Warner Interactive Juin 1994 \| Renommé Time Warner Interactive Juin 1994 \| Renommé Time Warner Interactive Juin 1994 \| Renommé Time Warner Interactive Juin 1994 \| Renommé Time Warner Interactive Juin 1994 \| \| \| \| \| \| \| \| \| \| \| \| \| \| \| \| \| \| \| \| \| \| \| \| \| \| \| \| \| \| \| \| \| \| \| \| \| \| \| \| \| \| \| Fusion de Infogrames Interactive dans Atari Interactive Mai 2003 \| Fusion de Infogrames Interactive dans Atari Interactive Mai 2003 \| Fusion de Infogrames Interactive dans Atari Interactive Mai 2003 \| Fusion de Infogrames Interactive dans Atari Interactive Mai 2003 \| Fusion de Infogrames Interactive dans Atari Interactive Mai 2003 \| Fusion de Infogrames Interactive dans Atari Interactive Mai 2003 \| \| \| \| \| \| \| \| \| \| \| \| \| \| Devient filiale de Time Warner Interactive 1993-1996 \| Devient filiale de Time Warner Interactive 1993-1996 \| Devient filiale de Time Warner Interactive 1993-1996 \| Devient filiale de Time Warner Interactive 1993-1996 \| Devient filiale de Time Warner Interactive 1993-1996 \| Devient filiale de Time Warner Interactive 1993-1996 \| \| \| \| \| Infogrames Entertainment rachète de 70 % de GT Interactive Software puis la renomme Infogrames Inc. Décembre 1999 \| Infogrames Entertainment rachète de 70 % de GT Interactive Software puis la renomme Infogrames Inc. Décembre 1999 \| Infogrames Entertainment rachète de 70 % de GT Interactive Software puis la renomme Infogrames Inc. Décembre 1999 \| Infogrames Entertainment rachète de 70 % de GT Interactive Software puis la renomme Infogrames Inc. Décembre 1999 \| Infogrames Entertainment rachète de 70 % de GT Interactive Software puis la renomme Infogrames Inc. Décembre 1999 \| Infogrames Entertainment rachète de 70 % de GT Interactive Software puis la renomme Infogrames Inc. Décembre 1999 \| \| \| Infogrames Entertainment rachète Accolade puis la renomme Infogrames North America 1999 \| Infogrames Entertainment rachète Accolade puis la renomme Infogrames North America 1999 \| Infogrames Entertainment rachète Accolade puis la renomme Infogrames North America 1999 \| Infogrames Entertainment rachète Accolade puis la renomme Infogrames North America 1999 \| Infogrames Entertainment rachète Accolade puis la renomme Infogrames North America 1999 \| Infogrames Entertainment rachète Accolade puis la renomme Infogrames North America 1999 \| \| \| \| \| \| \| \| \| \| \| \| \| \| \| \| \| \| \| \| \| \| \| \| \| \| \| \| \| \| \| \| \| \| \| \| Devient filiale de Time Warner Interactive 1993-1996 \| Devient filiale de Time Warner Interactive 1993-1996 \| Devient filiale de Time Warner Interactive 1993-1996 \| Devient filiale de Time Warner Interactive 1993-1996 \| Devient filiale de Time Warner Interactive 1993-1996 \| Devient filiale de Time Warner Interactive 1993-1996 \| \| \| \| \| Infogrames Entertainment rachète de 70 % de GT Interactive Software puis la renomme Infogrames Inc. Décembre 1999 \| Infogrames Entertainment rachète de 70 % de GT Interactive Software puis la renomme Infogrames Inc. Décembre 1999 \| Infogrames Entertainment rachète de 70 % de GT Interactive Software puis la renomme Infogrames Inc. Décembre 1999 \| Infogrames Entertainment rachète de 70 % de GT Interactive Software puis la renomme Infogrames Inc. Décembre 1999 \| Infogrames Entertainment rachète de 70 % de GT Interactive Software puis la renomme Infogrames Inc. Décembre 1999 \| Infogrames Entertainment rachète de 70 % de GT Interactive Software puis la renomme Infogrames Inc. Décembre 1999 \| \| \| Infogrames Entertainment rachète Accolade puis la renomme Infogrames North America 1999 \| Infogrames Entertainment rachète Accolade puis la renomme Infogrames North America 1999 \| Infogrames Entertainment rachète Accolade puis la renomme Infogrames North America 1999 \| Infogrames Entertainment rachète Accolade puis la renomme Infogrames North America 1999 \| Infogrames Entertainment rachète Accolade puis la renomme Infogrames North America 1999 \| Infogrames Entertainment rachète Accolade puis la renomme Infogrames North America 1999 \| \| \| \| \| \| \| \| \| \| \| \| \| \| \| \| \| \| \| \| \| \| \| \| \| \| \| \| \| \| \| \| \| \| \| \| \| \| \| \| \| \| \| \| \| \| \| \| \| \| \| \| \| \| \| \| \| \| \| \| \| \| \| \| \| \| \| \| \| \| \| \| \| \| \| \| \| \| \| \| \| \| \| \| \| \| \| \| \| \| \| \| \| \| \| \| \| \| \| \| \| \| \| \| \| \| \| \| \| \| \| \| \| \| \| \| \| \| \| \| \| \| \| \| \| \| \| \| \| \| \| \| \| \| \| \| \| \| \| \| \| \| \| \| \| \| \| \| \| \| \| \| \| \| Rachat par WMS Industries et devient filiale de Midway Games Mars 1996 \| Rachat par WMS Industries et devient filiale de Midway Games Mars 1996 \| Rachat par WMS Industries et devient filiale de Midway Games Mars 1996 \| Rachat par WMS Industries et devient filiale de Midway Games Mars 1996 \| Rachat par WMS Industries et devient filiale de Midway Games Mars 1996 \| Rachat par WMS Industries et devient filiale de Midway Games Mars 1996 \| \| \| \| \| \| \| \| \| Fusion de Infogrames North America dans Infogrames Inc. Octobre 2000 \| Fusion de Infogrames North America dans Infogrames Inc. Octobre 2000 \| Fusion de Infogrames North America dans Infogrames Inc. Octobre 2000 \| Fusion de Infogrames North America dans Infogrames Inc. Octobre 2000 \| Fusion de Infogrames North America dans Infogrames Inc. Octobre 2000 \| Fusion de Infogrames North America dans Infogrames Inc. Octobre 2000 \| \| \| \| \| \| \| \| \| \| \| \| \| \| \| \| \| \| \| \| \| \| \| \| \| \| \| \| \| \| \| \| \| \| \| \| \| \| \| \| Rachat par WMS Industries et devient filiale de Midway Games Mars 1996 \| Rachat par WMS Industries et devient filiale de Midway Games Mars 1996 \| Rachat par WMS Industries et devient filiale de Midway Games Mars 1996 \| Rachat par WMS Industries et devient filiale de Midway Games Mars 1996 \| Rachat par WMS Industries et devient filiale de Midway Games Mars 1996 \| Rachat par WMS Industries et devient filiale de Midway Games Mars 1996 \| \| \| \| \| \| \| \| \| Fusion de Infogrames North America dans Infogrames Inc. Octobre 2000 \| Fusion de Infogrames North America dans Infogrames Inc. Octobre 2000 \| Fusion de Infogrames North America dans Infogrames Inc. Octobre 2000 \| Fusion de Infogrames North America dans Infogrames Inc. Octobre 2000 \| Fusion de Infogrames North America dans Infogrames Inc. Octobre 2000 \| Fusion de Infogrames North America dans Infogrames Inc. Octobre 2000 \| \| \| \| \| \| \| \| \| \| \| \| \| \| \| \| \| \| \| \| \| \| \| \| \| \| \| \| \| \| \| \| \| \| \| \| \| \| \| \| \| \| \| \| \| \| \| \| \| \| \| \| \| \| \| \| \| \| \| \| \| \| \| \| \| \| \| \| \| \| \| \| \| \| \| \| \| \| \| \| \| \| \| \| \| \| \| \| \| \| \| \| \| \| \| \| \| \| \| Renommé en Midway Games West Janvier 2000 \| Renommé en Midway Games West Janvier 2000 \| Renommé en Midway Games West Janvier 2000 \| Renommé en Midway Games West Janvier 2000 \| Renommé en Midway Games West Janvier 2000 \| Renommé en Midway Games West Janvier 2000 \| \| \| \| \| \| \| \| \| Renommé en Atari Inc. Mai 2003 \| Renommé en Atari Inc. Mai 2003 \| Renommé en Atari Inc. Mai 2003 \| Renommé en Atari Inc. Mai 2003 \| Renommé en Atari Inc. Mai 2003 \| Renommé en Atari Inc. Mai 2003 \| \| \| \| \| \| \| \| \| Atari Interactive devient filiale de Atari Inc. Mai 2003 \| Atari Interactive devient filiale de Atari Inc. Mai 2003 \| Atari Interactive devient filiale de Atari Inc. Mai 2003 \| Atari Interactive devient filiale de Atari Inc. Mai 2003 \| Atari Interactive devient filiale de Atari Inc. Mai 2003 \| Atari Interactive devient filiale de Atari Inc. Mai 2003 \| \| \| \| \| \| \| \| \| \| \| \| \| \| \| \| \| \| \| \| \| \| \| \| \| \| Renommé en Midway Games West Janvier 2000 \| Renommé en Midway Games West Janvier 2000 \| Renommé en Midway Games West Janvier 2000 \| Renommé en Midway Games West Janvier 2000 \| Renommé en Midway Games West Janvier 2000 \| Renommé en Midway Games West Janvier 2000 \| \| \| \| \| \| \| \| \| Renommé en Atari Inc. Mai 2003 \| Renommé en Atari Inc. Mai 2003 \| Renommé en Atari Inc. Mai 2003 \| Renommé en Atari Inc. Mai 2003 \| Renommé en Atari Inc. Mai 2003 \| Renommé en Atari Inc. Mai 2003 \| \| \| \| \| \| \| \| \| Atari Interactive devient filiale de Atari Inc. Mai 2003 \| Atari Interactive devient filiale de Atari Inc. Mai 2003 \| Atari Interactive devient filiale de Atari Inc. Mai 2003 \| Atari Interactive devient filiale de Atari Inc. Mai 2003 \| Atari Interactive devient filiale de Atari Inc. Mai 2003 \| Atari Interactive devient filiale de Atari Inc. Mai 2003 \| \| \| \| \| \| \| \| \| \| \| \| \| \| \| \| \| \| \| \| \| \| \| \| \| \| \| \| \| \| \| \| \| \| \| \| \| \| \| \| \| \| \| \| \| \| \| \| \| \| \| \| \| \| \| \| \| \| \| \| \| \| \| \| \| \| \| \| \| \| \| \| \| \| \| \| \| \| \| \| \| \| \| \| \| \| \| \| \| \| \| \| \| \| \| \| \| \| \| \| \| \| \| \| \| \| \| \| \| \| \| \| \| \| \| \| \| \| \| \| \| \| \| \| \| \| \| \| \| \| \| \| \| \| \| \| \| \| \| \| \| \| \| \| \| \| \| \| \| \| \| \| \| \| \| \| \| \| \| \| \| \| \| \| \| \| \| \| \| \| \| \| \| \| \| \| \| \| \| \| \| \| \| \| \| \| \| \| \| \| \| \| \| \| \| \| \| \| \| \| \| \| \| Arrêt de l'activité en Juin 2001 Fermeture définitive en Février 2003 \| Arrêt de l'activité en Juin 2001 Fermeture définitive en Février 2003 \| Arrêt de l'activité en Juin 2001 Fermeture définitive en Février 2003 \| Arrêt de l'activité en Juin 2001 Fermeture définitive en Février 2003 \| Arrêt de l'activité en Juin 2001 Fermeture définitive en Février 2003 \| Arrêt de l'activité en Juin 2001 Fermeture définitive en Février 2003 \| \| \| \| \| Infogrames Entertainment se renomme Atari SA Juin 2009 \| Infogrames Entertainment se renomme Atari SA Juin 2009 \| Infogrames Entertainment se renomme Atari SA Juin 2009 \| Infogrames Entertainment se renomme Atari SA Juin 2009 \| Infogrames Entertainment se renomme Atari SA Juin 2009 \| Infogrames Entertainment se renomme Atari SA Juin 2009 \| \| \| \| \| \| \| \| \| \| \| \| \| \| \| \| \| \| \| \| \| \| \| \| \| \| \| \| \| \| \| \| \| \| \| \| \| \| \| \| \| \| \| \| Arrêt de l'activité en Juin 2001 Fermeture définitive en Février 2003 \| Arrêt de l'activité en Juin 2001 Fermeture définitive en Février 2003 \| Arrêt de l'activité en Juin 2001 Fermeture définitive en Février 2003 \| Arrêt de l'activité en Juin 2001 Fermeture définitive en Février 2003 \| Arrêt de l'activité en Juin 2001 Fermeture définitive en Février 2003 \| Arrêt de l'activité en Juin 2001 Fermeture définitive en Février 2003 \| \| \| \| \| Infogrames Entertainment se renomme Atari SA Juin 2009 \| Infogrames Entertainment se renomme Atari SA Juin 2009 \| Infogrames Entertainment se renomme Atari SA Juin 2009 \| Infogrames Entertainment se renomme Atari SA Juin 2009 \| Infogrames Entertainment se renomme Atari SA Juin 2009 \| Infogrames Entertainment se renomme Atari SA Juin 2009 \| \| \| \| \| \| \| \| \| \| \| \| \| \| \| \| \| \| \| \| \| \| \| \| \| \| \| \| \| \| \| \| \| \| \| \| \| \| \| \| \| \| \| \| \| \| \| \| \| \| \| \| \| \| \| \| \| \| \| \| \| \| \| \| \| \| \| \| \| \| \| \| \| \| \| \| \| \| \| \| \| \| \| \| \| \| \| \| \| \| \| \| \| \| \| \| \| \| \| \| \| \| \| \| \| \| \| \| \| \| \| \| \| \| \| \| \| \| \| \| \| \| \| \| \| \| \| \| \| \| \| \| \| \| \| \| \| \| \| \| \| \| \| \| \| \| \| \| \| \| \| \| \| \| \| \| \| \| \| \| \| \| Faillite de Midway Games 2009 Rachat des propriétés intellectuelles par Warner Bros. Juillet 2009 \| Faillite de Midway Games 2009 Rachat des propriétés intellectuelles par Warner Bros. Juillet 2009 \| Faillite de Midway Games 2009 Rachat des propriétés intellectuelles par Warner Bros. Juillet 2009 \| Faillite de Midway Games 2009 Rachat des propriétés intellectuelles par Warner Bros. Juillet 2009 \| Faillite de Midway Games 2009 Rachat des propriétés intellectuelles par Warner Bros. Juillet 2009 \| Faillite de Midway Games 2009 Rachat des propriétés intellectuelles par Warner Bros. Juillet 2009 \| \| \| \| \| \| \| \| \| \| \| \| \| Atari SA et ses filiales Atari Inc. Atari Interactive déposent le bilan Janvier 2013 \| Atari SA et ses filiales Atari Inc. Atari Interactive déposent le bilan Janvier 2013 \| Atari SA et ses filiales Atari Inc. Atari Interactive déposent le bilan Janvier 2013 \| Atari SA et ses filiales Atari Inc. Atari Interactive déposent le bilan Janvier 2013 \| Atari SA et ses filiales Atari Inc. Atari Interactive déposent le bilan Janvier 2013 \| Atari SA et ses filiales Atari Inc. Atari Interactive déposent le bilan Janvier 2013 \| \| \| \| \| \| \| \| \| \| \| \| \| \| \| \| \| \| \| \| \| \| \| \| \| \| \| \| \| \| \| \| \| \| \| \| Faillite de Midway Games 2009 Rachat des propriétés intellectuelles par Warner Bros. Juillet 2009 \| Faillite de Midway Games 2009 Rachat des propriétés intellectuelles par Warner Bros. Juillet 2009 \| Faillite de Midway Games 2009 Rachat des propriétés intellectuelles par Warner Bros. Juillet 2009 \| Faillite de Midway Games 2009 Rachat des propriétés intellectuelles par Warner Bros. Juillet 2009 \| Faillite de Midway Games 2009 Rachat des propriétés intellectuelles par Warner Bros. Juillet 2009 \| Faillite de Midway Games 2009 Rachat des propriétés intellectuelles par Warner Bros. Juillet 2009 \| \| \| \| \| \| \| \| \| \| \| \| \| Atari SA et ses filiales Atari Inc. Atari Interactive déposent le bilan Janvier 2013 \| Atari SA et ses filiales Atari Inc. Atari Interactive déposent le bilan Janvier 2013 \| Atari SA et ses filiales Atari Inc. Atari Interactive déposent le bilan Janvier 2013 \| Atari SA et ses filiales Atari Inc. Atari Interactive déposent le bilan Janvier 2013 \| Atari SA et ses filiales Atari Inc. Atari Interactive déposent le bilan Janvier 2013 \| Atari SA et ses filiales Atari Inc. Atari Interactive déposent le bilan Janvier 2013 \| \| \| \| \| \| \| \| \| \| \| \| \| \| \| \| \| \| \| \| \| \| \| \| \| \| \| \| \| \| \| \| \| \| \| \| \| \| \| \| \| \| \| \| \| \| \| \| \| \| \| \| \| \| \| \| \| \| \| \| \| \| \| \| \| \| \| \| \| \| \| \| \| \| \| \| \| \| \| \| \| \| \| \| \| \| \| \| \| \| \| \| \| \| \| \| \| \| \| \| \| \| \| \| \| \| \| \| \| \| \| \| \| Atari SA reprend le contrôle de Atari Inc. Atari Interactive Décembre 2013 \| \| \| \| \| \| \| \| \| \| \| \| \| \| \| \| \| \| \| \| \| \| \| \| \| \| \| \| \| \| \| \| \| \| \| \| \| \| \| \| \| \| \| \| \| \| \| \| \| \| \| \| \| \| \| \| \| \| \| \| \| \| \| \| \| \| \| \| \| \| \| \| \| \| \| \| \| \| \| \| \| \| \| \| \| \| \| \| \| |  |                                             |                                             |                                             |                                             |                                             |                                             |  |  |                                                                                                   |                                                                                                   |                                                                                                   |                                                                                                   |                                                                                                   |                                                                                                   |                                             |                                             |                                                     |                                             | | | | | | | | | | | | | | | | | | |                                                          |                                                          |                                                          |                                                          |                                                          |                                                          |  |  |  |  |  |  |                                                                  |                                                                  |                                                                  |                                                                  |                                                                  |                                                                  |  |  |
| |  |                                             |                                             |                                             |                                             |                                             |                                             |  |  |                                                                                                   |                                                                                                   |                                                                                                   |                                                                                                   |                                                                                                   |                                                                                                   |                                             |                                             |                                                     |                                             | | | | | | | | | | | | | | | | | | |                                                          |                                                          |                                                          |                                                          |                                                          |                                                          |  |  |  |  |  |  |                                                                  |                                                                  |                                                                  |                                                                  |                                                                  |                                                                  |  |  |
| |  |                                             |                                             |                                             |                                             |                                             |                                             |  |  |                                                                                                   |                                                                                                   |                                                                                                   |                                                                                                   |                                                                                                   |                                                                                                   |                                             |                                             | Création Atari Inc. Juin 1972                       |                                             | | | | | | | | | | | | | | | | | | |                                                          |                                                          |                                                          |                                                          |                                                          |                                                          |  |  |  |  |  |  |                                                                  |                                                                  |                                                                  |                                                                  |                                                                  |                                                                  |  |  |
| |  |                                             |                                             |                                             |                                             |                                             |                                             |  |  |                                                                                                   |                                                                                                   |                                                                                                   |                                                                                                   |                                                                                                   |                                                                                                   |                                             |                                             |                                                     |                                             | | | | | | | | | | | | | | | | | | |                                                          |                                                          |                                                          |                                                          |                                                          |                                                          |  |  |  |  |  |  |                                                                  |                                                                  |                                                                  |                                                                  |                                                                  |                                                                  |  |  |
| |  |                                             |                                             |                                             |                                             |                                             |                                             |  |  |                                                                                                   |                                                                                                   |                                                                                                   |                                                                                                   |                                                                                                   |                                                                                                   |                                             |                                             |                                                     |                                             | | | | | | | | | | | | | | | | | | |                                                          |                                                          |                                                          |                                                          |                                                          |                                                          |  |  |  |  |  |  |                                                                  |                                                                  |                                                                  |                                                                  |                                                                  |                                                                  |  |  |
| |  |                                             |                                             |                                             |                                             |                                             |                                             |  |  |                                                                                                   |                                                                                                   |                                                                                                   |                                                                                                   |                                                                                                   |                                                                                                   |                                             |                                             | Rachat total par Warner Communications Octobre 1976 |                                             | | | | | | | | | | | | | | | | | | |                                                          |                                                          |                                                          |                                                          |                                                          |                                                          |  |  |  |  |  |  |                                                                  |                                                                  |                                                                  |                                                                  |                                                                  |                                                                  |  |  |
| |  |                                             |                                             |                                             |                                             |                                             |                                             |  |  |                                                                                                   |                                                                                                   |                                                                                                   |                                                                                                   |                                                                                                   |                                                                                                   |                                             |                                             |                                                     |                                             | | | | | | | | | | | | | | | | | | |                                                          |                                                          |                                                          |                                                          |                                                          |                                                          |  |  |  |  |  |  |                                                                  |                                                                  |                                                                  |                                                                  |                                                                  |                                                                  |  |  |
| |  |                                             |                                             |                                             |                                             |                                             |                                             |  |  |                                                                                                   |                                                                                                   |                                                                                                   |                                                                                                   |                                                                                                   |                                                                                                   |                                             |                                             |                                                     |                                             | | | | | | | | | | | | | | | | | | |                                                          |                                                          |                                                          |                                                          |                                                          |                                                          |  |  |  |  |  |  |                                                                  |                                                                  |                                                                  |                                                                  |                                                                  |                                                                  |  |  |
| |  |                                             |                                             |                                             |                                             |                                             |                                             |  |  |                                                                                                   |                                                                                                   |                                                                                                   |                                                                                                   |                                                                                                   |                                                                                                   |                                             |                                             |                                                     |                                             | | | | | | | | | | | | | | | | | | |                                                          |                                                          |                                                          |                                                          |                                                          |                                                          |  |  |  |  |  |  |                                                                  |                                                                  |                                                                  |                                                                  |                                                                  |                                                                  |  |  |
| |  |                                             |                                             |                                             |                                             |                                             |                                             |  |  |                                                                                                   |                                                                                                   |                                                                                                   |                                                                                                   |                                                                                                   |                                                                                                   |                                             |                                             |                                                     |                                             | | | | | | | | | | | | | | | | | | |                                                          |                                                          |                                                          |                                                          |                                                          |                                                          |  |  |  |  |  |  |                                                                  |                                                                  |                                                                  |                                                                  |                                                                  |                                                                  |  |  |
| |  |                                             |                                             |                                             |                                             |                                             |                                             |  |  | Division Arcade contrôlée par Warner Communications est renommée Atari Games Juillet 1984         | Division Arcade contrôlée par Warner Communications est renommée Atari Games Juillet 1984         | Division Arcade contrôlée par Warner Communications est renommée Atari Games Juillet 1984         | Division Arcade contrôlée par Warner Communications est renommée Atari Games Juillet 1984         | Division Arcade contrôlée par Warner Communications est renommée Atari Games Juillet 1984         | Division Arcade contrôlée par Warner Communications est renommée Atari Games Juillet 1984         |                                             |                                             |                                                     |                                             | | | | | | | Revente des divisions Informatique et Console de jeu à Tramel Technology qui est renommée Atari Corporation Juillet 1984 | Revente des divisions Informatique et Console de jeu à Tramel Technology qui est renommée Atari Corporation Juillet 1984 | Revente des divisions Informatique et Console de jeu à Tramel Technology qui est renommée Atari Corporation Juillet 1984 | Revente des divisions Informatique et Console de jeu à Tramel Technology qui est renommée Atari Corporation Juillet 1984 | Revente des divisions Informatique et Console de jeu à Tramel Technology qui est renommée Atari Corporation Juillet 1984 | Revente des divisions Informatique et Console de jeu à Tramel Technology qui est renommée Atari Corporation Juillet 1984 | | | | | | |                                                          |                                                          |                                                          |                                                          |                                                          |                                                          |  |  |  |  |  |  |                                                                  |                                                                  |                                                                  |                                                                  |                                                                  |                                                                  |  |  |
| |  |                                             |                                             |                                             |                                             |                                             |                                             |  |  | Division Arcade contrôlée par Warner Communications est renommée Atari Games Juillet 1984         | Division Arcade contrôlée par Warner Communications est renommée Atari Games Juillet 1984         | Division Arcade contrôlée par Warner Communications est renommée Atari Games Juillet 1984         | Division Arcade contrôlée par Warner Communications est renommée Atari Games Juillet 1984         | Division Arcade contrôlée par Warner Communications est renommée Atari Games Juillet 1984         | Division Arcade contrôlée par Warner Communications est renommée Atari Games Juillet 1984         |                                             |                                             |                                                     |                                             | | | | | | | Revente des divisions Informatique et Console de jeu à Tramel Technology qui est renommée Atari Corporation Juillet 1984 | Revente des divisions Informatique et Console de jeu à Tramel Technology qui est renommée Atari Corporation Juillet 1984 | Revente des divisions Informatique et Console de jeu à Tramel Technology qui est renommée Atari Corporation Juillet 1984 | Revente des divisions Informatique et Console de jeu à Tramel Technology qui est renommée Atari Corporation Juillet 1984 | Revente des divisions Informatique et Console de jeu à Tramel Technology qui est renommée Atari Corporation Juillet 1984 | Revente des divisions Informatique et Console de jeu à Tramel Technology qui est renommée Atari Corporation Juillet 1984 | | | | | | |                                                          |                                                          |                                                          |                                                          |                                                          |                                                          |  |  |  |  |  |  |                                                                  |                                                                  |                                                                  |                                                                  |                                                                  |                                                                  |  |  |
| |  |                                             |                                             |                                             |                                             |                                             |                                             |  |  |                                                                                                   |                                                                                                   |                                                                                                   |                                                                                                   |                                                                                                   |                                                                                                   |                                             |                                             |                                                     |                                             | | | | | | | | | | | | | | | | | | |                                                          |                                                          |                                                          |                                                          |                                                          |                                                          |  |  |  |  |  |  |                                                                  |                                                                  |                                                                  |                                                                  |                                                                  |                                                                  |  |  |
| |  |                                             |                                             |                                             |                                             |                                             |                                             |  |  | Revente de 60 %, et holding par Namco 1985-1987                                                   | Revente de 60 %, et holding par Namco 1985-1987                                                   | Revente de 60 %, et holding par Namco 1985-1987                                                   | Revente de 60 %, et holding par Namco 1985-1987                                                   | Revente de 60 %, et holding par Namco 1985-1987                                                   | Revente de 60 %, et holding par Namco 1985-1987                                                   |                                             |                                             |                                                     |                                             | | | | | | | Rachat par JTS puis fusion Juillet 1996                                                                                  | Rachat par JTS puis fusion Juillet 1996                                                                                  | Rachat par JTS puis fusion Juillet 1996                                                                                  | Rachat par JTS puis fusion Juillet 1996                                                                                  | Rachat par JTS puis fusion Juillet 1996                                                                                  | Rachat par JTS puis fusion Juillet 1996                                                                                  | | | | | | |                                                          |                                                          |                                                          |                                                          |                                                          |                                                          |  |  |  |  |  |  |                                                                  |                                                                  |                                                                  |                                                                  |                                                                  |                                                                  |  |  |
| |  |                                             |                                             |                                             |                                             |                                             |                                             |  |  | Revente de 60 %, et holding par Namco 1985-1987                                                   | Revente de 60 %, et holding par Namco 1985-1987                                                   | Revente de 60 %, et holding par Namco 1985-1987                                                   | Revente de 60 %, et holding par Namco 1985-1987                                                   | Revente de 60 %, et holding par Namco 1985-1987                                                   | Revente de 60 %, et holding par Namco 1985-1987                                                   |                                             |                                             |                                                     |                                             | | | | | | | Rachat par JTS puis fusion Juillet 1996                                                                                  | Rachat par JTS puis fusion Juillet 1996                                                                                  | Rachat par JTS puis fusion Juillet 1996                                                                                  | Rachat par JTS puis fusion Juillet 1996                                                                                  | Rachat par JTS puis fusion Juillet 1996                                                                                  | Rachat par JTS puis fusion Juillet 1996                                                                                  | | | | | | |                                                          |                                                          |                                                          |                                                          |                                                          |                                                          |  |  |  |  |  |  |                                                                  |                                                                  |                                                                  |                                                                  |                                                                  |                                                                  |  |  |
| |  |                                             |                                             |                                             |                                             |                                             |                                             |  |  |                                                                                                   |                                                                                                   |                                                                                                   |                                                                                                   |                                                                                                   |                                                                                                   |                                             |                                             |                                                     |                                             | | | | | | | | | | | | | | | | | | |                                                          |                                                          |                                                          |                                                          |                                                          |                                                          |  |  |  |  |  |  |                                                                  |                                                                  |                                                                  |                                                                  |                                                                  |                                                                  |  |  |
| |  |                                             |                                             |                                             |                                             |                                             |                                             |  |  | Holding mixte Employés associés : 20 % Namco : 40 % Warner Communications : 40 % 1987-1993        | Holding mixte Employés associés : 20 % Namco : 40 % Warner Communications : 40 % 1987-1993        | Holding mixte Employés associés : 20 % Namco : 40 % Warner Communications : 40 % 1987-1993        | Holding mixte Employés associés : 20 % Namco : 40 % Warner Communications : 40 % 1987-1993        | Holding mixte Employés associés : 20 % Namco : 40 % Warner Communications : 40 % 1987-1993        | Holding mixte Employés associés : 20 % Namco : 40 % Warner Communications : 40 % 1987-1993        |                                             |                                             |                                                     |                                             | | | | | | | Rachat des propriétés intellectuelles par Hasbro Interactive via sa filiale Hiac Xi Janvier 1998                         | Rachat des propriétés intellectuelles par Hasbro Interactive via sa filiale Hiac Xi Janvier 1998                         | Rachat des propriétés intellectuelles par Hasbro Interactive via sa filiale Hiac Xi Janvier 1998                         | Rachat des propriétés intellectuelles par Hasbro Interactive via sa filiale Hiac Xi Janvier 1998                         | Rachat des propriétés intellectuelles par Hasbro Interactive via sa filiale Hiac Xi Janvier 1998                         | Rachat des propriétés intellectuelles par Hasbro Interactive via sa filiale Hiac Xi Janvier 1998                         | | | | | | |                                                          |                                                          |                                                          |                                                          |                                                          |                                                          |  |  |  |  |  |  |                                                                  |                                                                  |                                                                  |                                                                  |                                                                  |                                                                  |  |  |
| |  |                                             |                                             |                                             |                                             |                                             |                                             |  |  | Holding mixte Employés associés : 20 % Namco : 40 % Warner Communications : 40 % 1987-1993        | Holding mixte Employés associés : 20 % Namco : 40 % Warner Communications : 40 % 1987-1993        | Holding mixte Employés associés : 20 % Namco : 40 % Warner Communications : 40 % 1987-1993        | Holding mixte Employés associés : 20 % Namco : 40 % Warner Communications : 40 % 1987-1993        | Holding mixte Employés associés : 20 % Namco : 40 % Warner Communications : 40 % 1987-1993        | Holding mixte Employés associés : 20 % Namco : 40 % Warner Communications : 40 % 1987-1993        |                                             |                                             |                                                     |                                             | | | | | | | Rachat des propriétés intellectuelles par Hasbro Interactive via sa filiale Hiac Xi Janvier 1998                         | Rachat des propriétés intellectuelles par Hasbro Interactive via sa filiale Hiac Xi Janvier 1998                         | Rachat des propriétés intellectuelles par Hasbro Interactive via sa filiale Hiac Xi Janvier 1998                         | Rachat des propriétés intellectuelles par Hasbro Interactive via sa filiale Hiac Xi Janvier 1998                         | Rachat des propriétés intellectuelles par Hasbro Interactive via sa filiale Hiac Xi Janvier 1998                         | Rachat des propriétés intellectuelles par Hasbro Interactive via sa filiale Hiac Xi Janvier 1998                         | | | | | | |                                                          |                                                          |                                                          |                                                          |                                                          |                                                          |  |  |  |  |  |  |                                                                  |                                                                  |                                                                  |                                                                  |                                                                  |                                                                  |  |  |
| |  | Création de la filiale Tengen Décembre 1987 | Création de la filiale Tengen Décembre 1987 | Création de la filiale Tengen Décembre 1987 | Création de la filiale Tengen Décembre 1987 | Création de la filiale Tengen Décembre 1987 | Création de la filiale Tengen Décembre 1987 |  |  |                                                                                                   |                                                                                                   |                                                                                                   |                                                                                                   |                                                                                                   |                                                                                                   |                                             |                                             |                                                     |                                             | | | | | | | | | | | | | | | | | | | Hiac Xi est renommée Atari Interactive Janvier 1998      | Hiac Xi est renommée Atari Interactive Janvier 1998      | Hiac Xi est renommée Atari Interactive Janvier 1998      | Hiac Xi est renommée Atari Interactive Janvier 1998      | Hiac Xi est renommée Atari Interactive Janvier 1998      | Hiac Xi est renommée Atari Interactive Janvier 1998      |  |  |  |  |  |  |                                                                  |                                                                  |                                                                  |                                                                  |                                                                  |                                                                  |  |  |
| |  | Création de la filiale Tengen Décembre 1987 | Création de la filiale Tengen Décembre 1987 | Création de la filiale Tengen Décembre 1987 | Création de la filiale Tengen Décembre 1987 | Création de la filiale Tengen Décembre 1987 | Création de la filiale Tengen Décembre 1987 |  |  |                                                                                                   |                                                                                                   |                                                                                                   |                                                                                                   |                                                                                                   |                                                                                                   | Rachat de 78 % par Time Warner Janvier 1993 | Rachat de 78 % par Time Warner Janvier 1993 | Rachat de 78 % par Time Warner Janvier 1993         | Rachat de 78 % par Time Warner Janvier 1993 | Rachat de 78 % par Time Warner Janvier 1993                                                                       | Rachat de 78 % par Time Warner Janvier 1993                                                                       | | | | | | | | | | | Infogrames Entertainment rachète de 100 % de Hasbro Interactive puis la renomme Infogrames Interactive Janvier 2001 | Infogrames Entertainment rachète de 100 % de Hasbro Interactive puis la renomme Infogrames Interactive Janvier 2001 | Infogrames Entertainment rachète de 100 % de Hasbro Interactive puis la renomme Infogrames Interactive Janvier 2001 | Infogrames Entertainment rachète de 100 % de Hasbro Interactive puis la renomme Infogrames Interactive Janvier 2001 | Infogrames Entertainment rachète de 100 % de Hasbro Interactive puis la renomme Infogrames Interactive Janvier 2001 | Infogrames Entertainment rachète de 100 % de Hasbro Interactive puis la renomme Infogrames Interactive Janvier 2001 | Hiac Xi est renommée Atari Interactive Janvier 1998      | Hiac Xi est renommée Atari Interactive Janvier 1998      | Hiac Xi est renommée Atari Interactive Janvier 1998      | Hiac Xi est renommée Atari Interactive Janvier 1998      | Hiac Xi est renommée Atari Interactive Janvier 1998      | Hiac Xi est renommée Atari Interactive Janvier 1998      |  |  |  |  |  |  |                                                                  |                                                                  |                                                                  |                                                                  |                                                                  |                                                                  |  |  |
| |  | Renommé Time Warner Interactive Juin 1994   | Renommé Time Warner Interactive Juin 1994   | Renommé Time Warner Interactive Juin 1994   | Renommé Time Warner Interactive Juin 1994   | Renommé Time Warner Interactive Juin 1994   | Renommé Time Warner Interactive Juin 1994   |  |  |                                                                                                   |                                                                                                   |                                                                                                   |                                                                                                   |                                                                                                   |                                                                                                   | Rachat de 78 % par Time Warner Janvier 1993 | Rachat de 78 % par Time Warner Janvier 1993 | Rachat de 78 % par Time Warner Janvier 1993         | Rachat de 78 % par Time Warner Janvier 1993 | Rachat de 78 % par Time Warner Janvier 1993                                                                       | Rachat de 78 % par Time Warner Janvier 1993                                                                       | | | | | | | | | | | Infogrames Entertainment rachète de 100 % de Hasbro Interactive puis la renomme Infogrames Interactive Janvier 2001 | Infogrames Entertainment rachète de 100 % de Hasbro Interactive puis la renomme Infogrames Interactive Janvier 2001 | Infogrames Entertainment rachète de 100 % de Hasbro Interactive puis la renomme Infogrames Interactive Janvier 2001 | Infogrames Entertainment rachète de 100 % de Hasbro Interactive puis la renomme Infogrames Interactive Janvier 2001 | Infogrames Entertainment rachète de 100 % de Hasbro Interactive puis la renomme Infogrames Interactive Janvier 2001 | Infogrames Entertainment rachète de 100 % de Hasbro Interactive puis la renomme Infogrames Interactive Janvier 2001 |                                                          |                                                          |                                                          |                                                          |                                                          |                                                          |  |  |  |  |  |  | Fusion de Infogrames Interactive dans Atari Interactive Mai 2003 | Fusion de Infogrames Interactive dans Atari Interactive Mai 2003 | Fusion de Infogrames Interactive dans Atari Interactive Mai 2003 | Fusion de Infogrames Interactive dans Atari Interactive Mai 2003 | Fusion de Infogrames Interactive dans Atari Interactive Mai 2003 | Fusion de Infogrames Interactive dans Atari Interactive Mai 2003 |  |  |
| |  | Renommé Time Warner Interactive Juin 1994   | Renommé Time Warner Interactive Juin 1994   | Renommé Time Warner Interactive Juin 1994   | Renommé Time Warner Interactive Juin 1994   | Renommé Time Warner Interactive Juin 1994   | Renommé Time Warner Interactive Juin 1994   |  |  |                                                                                                   |                                                                                                   |                                                                                                   |                                                                                                   |                                                                                                   |                                                                                                   |                                             |                                             |                                                     |                                             | | | | | | | | | | | | | | | | | | |                                                          |                                                          |                                                          |                                                          |                                                          |                                                          |  |  |  |  |  |  | Fusion de Infogrames Interactive dans Atari Interactive Mai 2003 | Fusion de Infogrames Interactive dans Atari Interactive Mai 2003 | Fusion de Infogrames Interactive dans Atari Interactive Mai 2003 | Fusion de Infogrames Interactive dans Atari Interactive Mai 2003 | Fusion de Infogrames Interactive dans Atari Interactive Mai 2003 | Fusion de Infogrames Interactive dans Atari Interactive Mai 2003 |  |  |
| |  |                                             |                                             |                                             |                                             |                                             |                                             |  |  | Devient filiale de Time Warner Interactive 1993-1996                                              | Devient filiale de Time Warner Interactive 1993-1996                                              | Devient filiale de Time Warner Interactive 1993-1996                                              | Devient filiale de Time Warner Interactive 1993-1996                                              | Devient filiale de Time Warner Interactive 1993-1996                                              | Devient filiale de Time Warner Interactive 1993-1996                                              |                                             |                                             |                                                     |                                             | Infogrames Entertainment rachète de 70 % de GT Interactive Software puis la renomme Infogrames Inc. Décembre 1999 | Infogrames Entertainment rachète de 70 % de GT Interactive Software puis la renomme Infogrames Inc. Décembre 1999 | Infogrames Entertainment rachète de 70 % de GT Interactive Software puis la renomme Infogrames Inc. Décembre 1999 | Infogrames Entertainment rachète de 70 % de GT Interactive Software puis la renomme Infogrames Inc. Décembre 1999 | Infogrames Entertainment rachète de 70 % de GT Interactive Software puis la renomme Infogrames Inc. Décembre 1999 | Infogrames Entertainment rachète de 70 % de GT Interactive Software puis la renomme Infogrames Inc. Décembre 1999 | | | Infogrames Entertainment rachète Accolade puis la renomme Infogrames North America 1999                                  | Infogrames Entertainment rachète Accolade puis la renomme Infogrames North America 1999                                  | Infogrames Entertainment rachète Accolade puis la renomme Infogrames North America 1999                                  | Infogrames Entertainment rachète Accolade puis la renomme Infogrames North America 1999                                  | Infogrames Entertainment rachète Accolade puis la renomme Infogrames North America 1999                             | Infogrames Entertainment rachète Accolade puis la renomme Infogrames North America 1999                             | | | | |                                                          |                                                          |                                                          |                                                          |                                                          |                                                          |  |  |  |  |  |  |                                                                  |                                                                  |                                                                  |                                                                  |                                                                  |                                                                  |  |  |
| |  |                                             |                                             |                                             |                                             |                                             |                                             |  |  | Devient filiale de Time Warner Interactive 1993-1996                                              | Devient filiale de Time Warner Interactive 1993-1996                                              | Devient filiale de Time Warner Interactive 1993-1996                                              | Devient filiale de Time Warner Interactive 1993-1996                                              | Devient filiale de Time Warner Interactive 1993-1996                                              | Devient filiale de Time Warner Interactive 1993-1996                                              |                                             |                                             |                                                     |                                             | Infogrames Entertainment rachète de 70 % de GT Interactive Software puis la renomme Infogrames Inc. Décembre 1999 | Infogrames Entertainment rachète de 70 % de GT Interactive Software puis la renomme Infogrames Inc. Décembre 1999 | Infogrames Entertainment rachète de 70 % de GT Interactive Software puis la renomme Infogrames Inc. Décembre 1999 | Infogrames Entertainment rachète de 70 % de GT Interactive Software puis la renomme Infogrames Inc. Décembre 1999 | Infogrames Entertainment rachète de 70 % de GT Interactive Software puis la renomme Infogrames Inc. Décembre 1999 | Infogrames Entertainment rachète de 70 % de GT Interactive Software puis la renomme Infogrames Inc. Décembre 1999 | | | Infogrames Entertainment rachète Accolade puis la renomme Infogrames North America 1999                                  | Infogrames Entertainment rachète Accolade puis la renomme Infogrames North America 1999                                  | Infogrames Entertainment rachète Accolade puis la renomme Infogrames North America 1999                                  | Infogrames Entertainment rachète Accolade puis la renomme Infogrames North America 1999                                  | Infogrames Entertainment rachète Accolade puis la renomme Infogrames North America 1999                             | Infogrames Entertainment rachète Accolade puis la renomme Infogrames North America 1999                             | | | | |                                                          |                                                          |                                                          |                                                          |                                                          |                                                          |  |  |  |  |  |  |                                                                  |                                                                  |                                                                  |                                                                  |                                                                  |                                                                  |  |  |
| |  |                                             |                                             |                                             |                                             |                                             |                                             |  |  |                                                                                                   |                                                                                                   |                                                                                                   |                                                                                                   |                                                                                                   |                                                                                                   |                                             |                                             |                                                     |                                             | | | | | | | | | | | | | | | | | | |                                                          |                                                          |                                                          |                                                          |                                                          |                                                          |  |  |  |  |  |  |                                                                  |                                                                  |                                                                  |                                                                  |                                                                  |                                                                  |  |  |
| |  |                                             |                                             |                                             |                                             |                                             |                                             |  |  |                                                                                                   |                                                                                                   |                                                                                                   |                                                                                                   |                                                                                                   |                                                                                                   |                                             |                                             |                                                     |                                             | | | | | | | | | | | | | | | | | | |                                                          |                                                          |                                                          |                                                          |                                                          |                                                          |  |  |  |  |  |  |                                                                  |                                                                  |                                                                  |                                                                  |                                                                  |                                                                  |  |  |
| |  |                                             |                                             |                                             |                                             |                                             |                                             |  |  | Rachat par WMS Industries et devient filiale de Midway Games Mars 1996                            | Rachat par WMS Industries et devient filiale de Midway Games Mars 1996                            | Rachat par WMS Industries et devient filiale de Midway Games Mars 1996                            | Rachat par WMS Industries et devient filiale de Midway Games Mars 1996                            | Rachat par WMS Industries et devient filiale de Midway Games Mars 1996                            | Rachat par WMS Industries et devient filiale de Midway Games Mars 1996                            |                                             |                                             |                                                     |                                             | | | | | Fusion de Infogrames North America dans Infogrames Inc. Octobre 2000                                              | Fusion de Infogrames North America dans Infogrames Inc. Octobre 2000                                              | Fusion de Infogrames North America dans Infogrames Inc. Octobre 2000                                                     | Fusion de Infogrames North America dans Infogrames Inc. Octobre 2000                                                     | Fusion de Infogrames North America dans Infogrames Inc. Octobre 2000                                                     | Fusion de Infogrames North America dans Infogrames Inc. Octobre 2000                                                     | | | | | | | | |                                                          |                                                          |                                                          |                                                          |                                                          |                                                          |  |  |  |  |  |  |                                                                  |                                                                  |                                                                  |                                                                  |                                                                  |                                                                  |  |  |
| |  |                                             |                                             |                                             |                                             |                                             |                                             |  |  | Rachat par WMS Industries et devient filiale de Midway Games Mars 1996                            | Rachat par WMS Industries et devient filiale de Midway Games Mars 1996                            | Rachat par WMS Industries et devient filiale de Midway Games Mars 1996                            | Rachat par WMS Industries et devient filiale de Midway Games Mars 1996                            | Rachat par WMS Industries et devient filiale de Midway Games Mars 1996                            | Rachat par WMS Industries et devient filiale de Midway Games Mars 1996                            |                                             |                                             |                                                     |                                             | | | | | Fusion de Infogrames North America dans Infogrames Inc. Octobre 2000                                              | Fusion de Infogrames North America dans Infogrames Inc. Octobre 2000                                              | Fusion de Infogrames North America dans Infogrames Inc. Octobre 2000                                                     | Fusion de Infogrames North America dans Infogrames Inc. Octobre 2000                                                     | Fusion de Infogrames North America dans Infogrames Inc. Octobre 2000                                                     | Fusion de Infogrames North America dans Infogrames Inc. Octobre 2000                                                     | | | | | | | | |                                                          |                                                          |                                                          |                                                          |                                                          |                                                          |  |  |  |  |  |  |                                                                  |                                                                  |                                                                  |                                                                  |                                                                  |                                                                  |  |  |
| |  |                                             |                                             |                                             |                                             |                                             |                                             |  |  |                                                                                                   |                                                                                                   |                                                                                                   |                                                                                                   |                                                                                                   |                                                                                                   |                                             |                                             |                                                     |                                             | | | | | | | | | | | | | | | | | | |                                                          |                                                          |                                                          |                                                          |                                                          |                                                          |  |  |  |  |  |  |                                                                  |                                                                  |                                                                  |                                                                  |                                                                  |                                                                  |  |  |
| |  |                                             |                                             |                                             |                                             |                                             |                                             |  |  | Renommé en Midway Games West Janvier 2000                                                         | Renommé en Midway Games West Janvier 2000                                                         | Renommé en Midway Games West Janvier 2000                                                         | Renommé en Midway Games West Janvier 2000                                                         | Renommé en Midway Games West Janvier 2000                                                         | Renommé en Midway Games West Janvier 2000                                                         |                                             |                                             |                                                     |                                             | | | | | Renommé en Atari Inc. Mai 2003                                                                                    | Renommé en Atari Inc. Mai 2003                                                                                    | Renommé en Atari Inc. Mai 2003                                                                                           | Renommé en Atari Inc. Mai 2003                                                                                           | Renommé en Atari Inc. Mai 2003                                                                                           | Renommé en Atari Inc. Mai 2003                                                                                           | | | | | | | | | Atari Interactive devient filiale de Atari Inc. Mai 2003 | Atari Interactive devient filiale de Atari Inc. Mai 2003 | Atari Interactive devient filiale de Atari Inc. Mai 2003 | Atari Interactive devient filiale de Atari Inc. Mai 2003 | Atari Interactive devient filiale de Atari Inc. Mai 2003 | Atari Interactive devient filiale de Atari Inc. Mai 2003 |  |  |  |  |  |  |                                                                  |                                                                  |                                                                  |                                                                  |                                                                  |                                                                  |  |  |
| |  |                                             |                                             |                                             |                                             |                                             |                                             |  |  | Renommé en Midway Games West Janvier 2000                                                         | Renommé en Midway Games West Janvier 2000                                                         | Renommé en Midway Games West Janvier 2000                                                         | Renommé en Midway Games West Janvier 2000                                                         | Renommé en Midway Games West Janvier 2000                                                         | Renommé en Midway Games West Janvier 2000                                                         |                                             |                                             |                                                     |                                             | | | | | Renommé en Atari Inc. Mai 2003                                                                                    | Renommé en Atari Inc. Mai 2003                                                                                    | Renommé en Atari Inc. Mai 2003                                                                                           | Renommé en Atari Inc. Mai 2003                                                                                           | Renommé en Atari Inc. Mai 2003                                                                                           | Renommé en Atari Inc. Mai 2003                                                                                           | | | | | | | | | Atari Interactive devient filiale de Atari Inc. Mai 2003 | Atari Interactive devient filiale de Atari Inc. Mai 2003 | Atari Interactive devient filiale de Atari Inc. Mai 2003 | Atari Interactive devient filiale de Atari Inc. Mai 2003 | Atari Interactive devient filiale de Atari Inc. Mai 2003 | Atari Interactive devient filiale de Atari Inc. Mai 2003 |  |  |  |  |  |  |                                                                  |                                                                  |                                                                  |                                                                  |                                                                  |                                                                  |  |  |
| |  |                                             |                                             |                                             |                                             |                                             |                                             |  |  |                                                                                                   |                                                                                                   |                                                                                                   |                                                                                                   |                                                                                                   |                                                                                                   |                                             |                                             |                                                     |                                             | | | | | | | | | | | | | | | | | | |                                                          |                                                          |                                                          |                                                          |                                                          |                                                          |  |  |  |  |  |  |                                                                  |                                                                  |                                                                  |                                                                  |                                                                  |                                                                  |  |  |
| |  |                                             |                                             |                                             |                                             |                                             |                                             |  |  |                                                                                                   |                                                                                                   |                                                                                                   |                                                                                                   |                                                                                                   |                                                                                                   |                                             |                                             |                                                     |                                             | | | | | | | | | | | | | | | | | | |                                                          |                                                          |                                                          |                                                          |                                                          |                                                          |  |  |  |  |  |  |                                                                  |                                                                  |                                                                  |                                                                  |                                                                  |                                                                  |  |  |
| |  |                                             |                                             |                                             |                                             |                                             |                                             |  |  |                                                                                                   |                                                                                                   |                                                                                                   |                                                                                                   |                                                                                                   |                                                                                                   |                                             |                                             |                                                     |                                             | | | | | | | | | | | | | | | | | | |                                                          |                                                          |                                                          |                                                          |                                                          |                                                          |  |  |  |  |  |  |                                                                  |                                                                  |                                                                  |                                                                  |                                                                  |                                                                  |  |  |
| |  |                                             |                                             |                                             |                                             |                                             |                                             |  |  | Arrêt de l'activité en Juin 2001 Fermeture définitive en Février 2003                             | Arrêt de l'activité en Juin 2001 Fermeture définitive en Février 2003                             | Arrêt de l'activité en Juin 2001 Fermeture définitive en Février 2003                             | Arrêt de l'activité en Juin 2001 Fermeture définitive en Février 2003                             | Arrêt de l'activité en Juin 2001 Fermeture définitive en Février 2003                             | Arrêt de l'activité en Juin 2001 Fermeture définitive en Février 2003                             |                                             |                                             |                                                     |                                             | Infogrames Entertainment se renomme Atari SA Juin 2009                                                            | Infogrames Entertainment se renomme Atari SA Juin 2009                                                            | Infogrames Entertainment se renomme Atari SA Juin 2009                                                            | Infogrames Entertainment se renomme Atari SA Juin 2009                                                            | Infogrames Entertainment se renomme Atari SA Juin 2009                                                            | Infogrames Entertainment se renomme Atari SA Juin 2009                                                            | | | | | | | | | | | | |                                                          |                                                          |                                                          |                                                          |                                                          |                                                          |  |  |  |  |  |  |                                                                  |                                                                  |                                                                  |                                                                  |                                                                  |                                                                  |  |  |
| |  |                                             |                                             |                                             |                                             |                                             |                                             |  |  | Arrêt de l'activité en Juin 2001 Fermeture définitive en Février 2003                             | Arrêt de l'activité en Juin 2001 Fermeture définitive en Février 2003                             | Arrêt de l'activité en Juin 2001 Fermeture définitive en Février 2003                             | Arrêt de l'activité en Juin 2001 Fermeture définitive en Février 2003                             | Arrêt de l'activité en Juin 2001 Fermeture définitive en Février 2003                             | Arrêt de l'activité en Juin 2001 Fermeture définitive en Février 2003                             |                                             |                                             |                                                     |                                             | Infogrames Entertainment se renomme Atari SA Juin 2009                                                            | Infogrames Entertainment se renomme Atari SA Juin 2009                                                            | Infogrames Entertainment se renomme Atari SA Juin 2009                                                            | Infogrames Entertainment se renomme Atari SA Juin 2009                                                            | Infogrames Entertainment se renomme Atari SA Juin 2009                                                            | Infogrames Entertainment se renomme Atari SA Juin 2009                                                            | | | | | | | | | | | | |                                                          |                                                          |                                                          |                                                          |                                                          |                                                          |  |  |  |  |  |  |                                                                  |                                                                  |                                                                  |                                                                  |                                                                  |                                                                  |  |  |
| |  |                                             |                                             |                                             |                                             |                                             |                                             |  |  |                                                                                                   |                                                                                                   |                                                                                                   |                                                                                                   |                                                                                                   |                                                                                                   |                                             |                                             |                                                     |                                             | | | | | | | | | | | | | | | | | | |                                                          |                                                          |                                                          |                                                          |                                                          |                                                          |  |  |  |  |  |  |                                                                  |                                                                  |                                                                  |                                                                  |                                                                  |                                                                  |  |  |
| |  |                                             |                                             |                                             |                                             |                                             |                                             |  |  |                                                                                                   |                                                                                                   |                                                                                                   |                                                                                                   |                                                                                                   |                                                                                                   |                                             |                                             |                                                     |                                             | | | | | | | | | | | | | | | | | | |                                                          |                                                          |                                                          |                                                          |                                                          |                                                          |  |  |  |  |  |  |                                                                  |                                                                  |                                                                  |                                                                  |                                                                  |                                                                  |  |  |
| |  |                                             |                                             |                                             |                                             |                                             |                                             |  |  | Faillite de Midway Games 2009 Rachat des propriétés intellectuelles par Warner Bros. Juillet 2009 | Faillite de Midway Games 2009 Rachat des propriétés intellectuelles par Warner Bros. Juillet 2009 | Faillite de Midway Games 2009 Rachat des propriétés intellectuelles par Warner Bros. Juillet 2009 | Faillite de Midway Games 2009 Rachat des propriétés intellectuelles par Warner Bros. Juillet 2009 | Faillite de Midway Games 2009 Rachat des propriétés intellectuelles par Warner Bros. Juillet 2009 | Faillite de Midway Games 2009 Rachat des propriétés intellectuelles par Warner Bros. Juillet 2009 |                                             |                                             |                                                     |                                             | | | | | | | | | Atari SA et ses filiales Atari Inc. Atari Interactive déposent le bilan Janvier 2013                                     | Atari SA et ses filiales Atari Inc. Atari Interactive déposent le bilan Janvier 2013                                     | Atari SA et ses filiales Atari Inc. Atari Interactive déposent le bilan Janvier 2013                                     | Atari SA et ses filiales Atari Inc. Atari Interactive déposent le bilan Janvier 2013                                     | Atari SA et ses filiales Atari Inc. Atari Interactive déposent le bilan Janvier 2013                                | Atari SA et ses filiales Atari Inc. Atari Interactive déposent le bilan Janvier 2013                                | | | | |                                                          |                                                          |                                                          |                                                          |                                                          |                                                          |  |  |  |  |  |  |                                                                  |                                                                  |                                                                  |                                                                  |                                                                  |                                                                  |  |  |
| |  |                                             |                                             |                                             |                                             |                                             |                                             |  |  | Faillite de Midway Games 2009 Rachat des propriétés intellectuelles par Warner Bros. Juillet 2009 | Faillite de Midway Games 2009 Rachat des propriétés intellectuelles par Warner Bros. Juillet 2009 | Faillite de Midway Games 2009 Rachat des propriétés intellectuelles par Warner Bros. Juillet 2009 | Faillite de Midway Games 2009 Rachat des propriétés intellectuelles par Warner Bros. Juillet 2009 | Faillite de Midway Games 2009 Rachat des propriétés intellectuelles par Warner Bros. Juillet 2009 | Faillite de Midway Games 2009 Rachat des propriétés intellectuelles par Warner Bros. Juillet 2009 |                                             |                                             |                                                     |                                             | | | | | | | | | Atari SA et ses filiales Atari Inc. Atari Interactive déposent le bilan Janvier 2013                                     | Atari SA et ses filiales Atari Inc. Atari Interactive déposent le bilan Janvier 2013                                     | Atari SA et ses filiales Atari Inc. Atari Interactive déposent le bilan Janvier 2013                                     | Atari SA et ses filiales Atari Inc. Atari Interactive déposent le bilan Janvier 2013                                     | Atari SA et ses filiales Atari Inc. Atari Interactive déposent le bilan Janvier 2013                                | Atari SA et ses filiales Atari Inc. Atari Interactive déposent le bilan Janvier 2013                                | | | | |                                                          |                                                          |                                                          |                                                          |                                                          |                                                          |  |  |  |  |  |  |                                                                  |                                                                  |                                                                  |                                                                  |                                                                  |                                                                  |  |  |
| |  |                                             |                                             |                                             |                                             |                                             |                                             |  |  |                                                                                                   |                                                                                                   |                                                                                                   |                                                                                                   |                                                                                                   |                                                                                                   |                                             |                                             |                                                     |                                             | | | | | | | | | | | | | | | | | | |                                                          |                                                          |                                                          |                                                          |                                                          |                                                          |  |  |  |  |  |  |                                                                  |                                                                  |                                                                  |                                                                  |                                                                  |                                                                  |  |  |
| |  |                                             |                                             |                                             |                                             |                                             |                                             |  |  |                                                                                                   |                                                                                                   |                                                                                                   |                                                                                                   |                                                                                                   |                                                                                                   |                                             |                                             |                                                     |                                             | | | | | | | | | Atari SA reprend le contrôle de Atari Inc. Atari Interactive Décembre 2013                                               | | | | | | | | | |                                                          |                                                          |                                                          |                                                          |                                                          |                                                          |  |  |  |  |  |  |                                                                  |                                                                  |                                                                  |                                                                  |                                                                  |                                                                  |  |  |
| |  |                                             |                                             |                                             |                                             |                                             |                                             |  |  |                                                                                                   |                                                                                                   |                                                                                                   |                                                                                                   |                                                                                                   |                                                                                                   |                                             |                                             |                                                     |                                             | | | | | | | | | | | | | | | | | | |                                                          |                                                          |                                                          |                                                          |                                                          |                                                          |  |  |  |  |  |  |                                                                  |                                                                  |                                                                  |                                                                  |                                                                  |                                                                  |  |  |